# Cremastus cylindricus
Cremastus cylindricus är en stekelart som beskrevs av Dasch 1979. Cremastus cylindricus ingår i släktet Cremastus och familjen brokparasitsteklar. Inga underarter finns listade i Catalogue of Life.